# Thorn Lighting
Pour les articles homonymes, voir Thorn.
 Thorn Lighting est constructeur de systèmes d'éclairage.
La société est créée en 1928 par l'Anglais Jules Thorn sous le nom de Electric Lamp Service Company, et produit à ses débuts des ampoules au Nord de Londres. Dans les années 1940, Thorn devient le premier constructeur européen de tubes fluorescents.
Très présent sur le marché des systèmes d'éclairage dont l'éclairage public en Angleterre, Thorn s'imposera en Europe à partir des années 1970 en rachetant des compagnies d'éclairage à l'étranger (Kaiser Leuchten en Allemagne (1973), Jarnkonst en Suède (1988), Howard Smith en Australie (1989), etc.).
En 1989, Thorn acquiert la section d'éclairage public d'Holophane France, pour former Thorn Europhane.
Depuis 2000, Thorn fait partie du groupe autrichien Zumtobel AG, leader européen des systèmes d'éclairage professionnel.

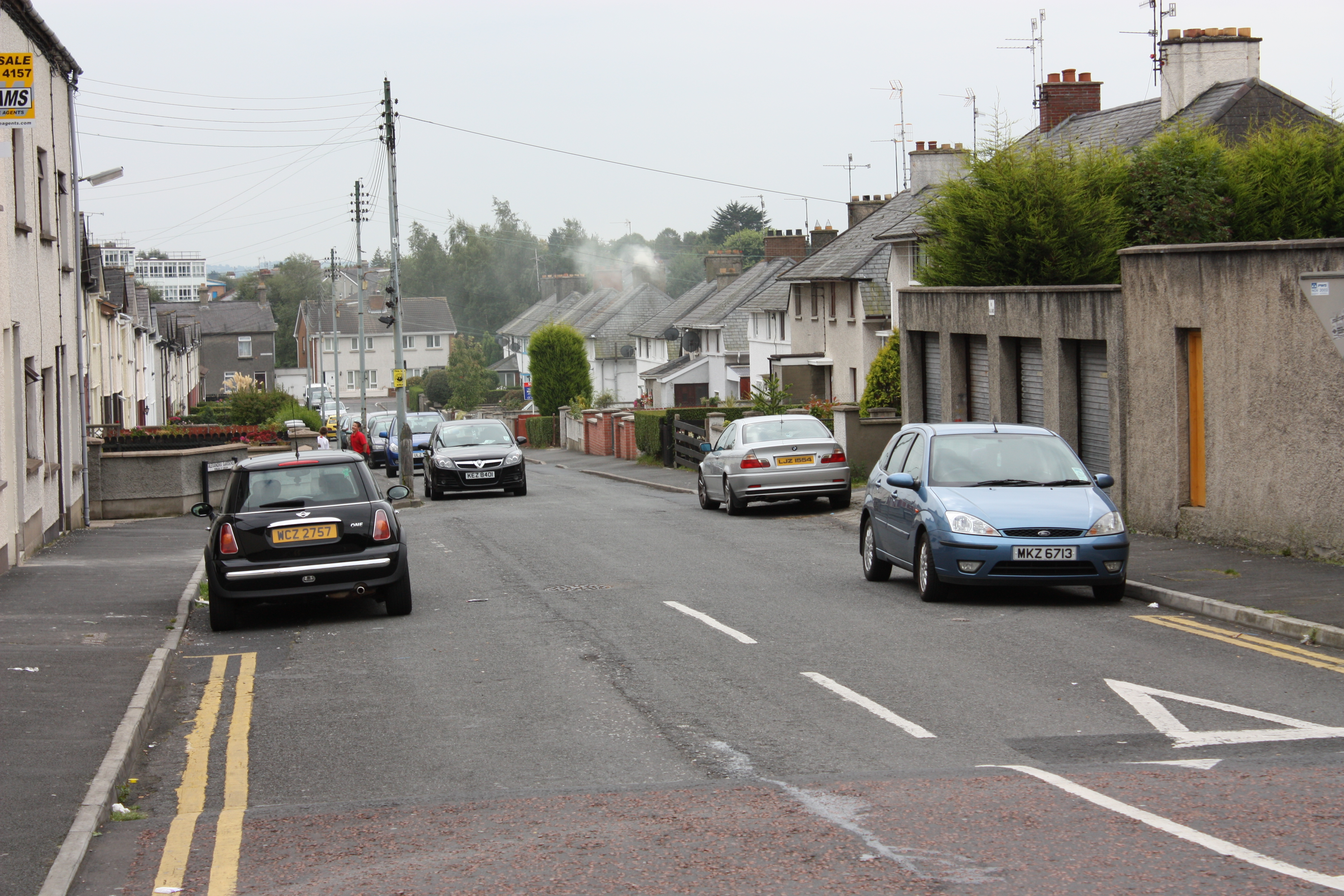
Thorn Beta 2
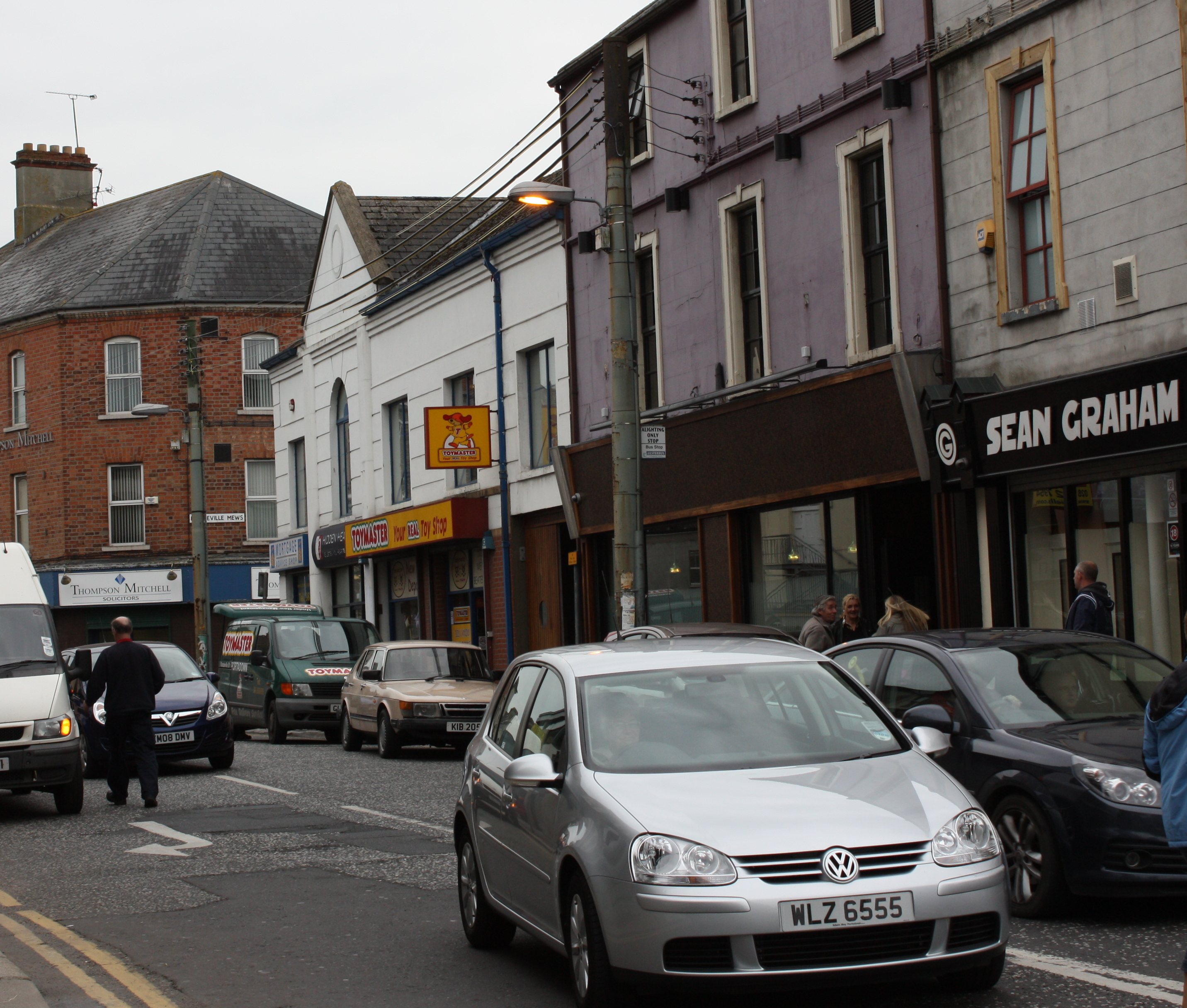
Thorn Carat
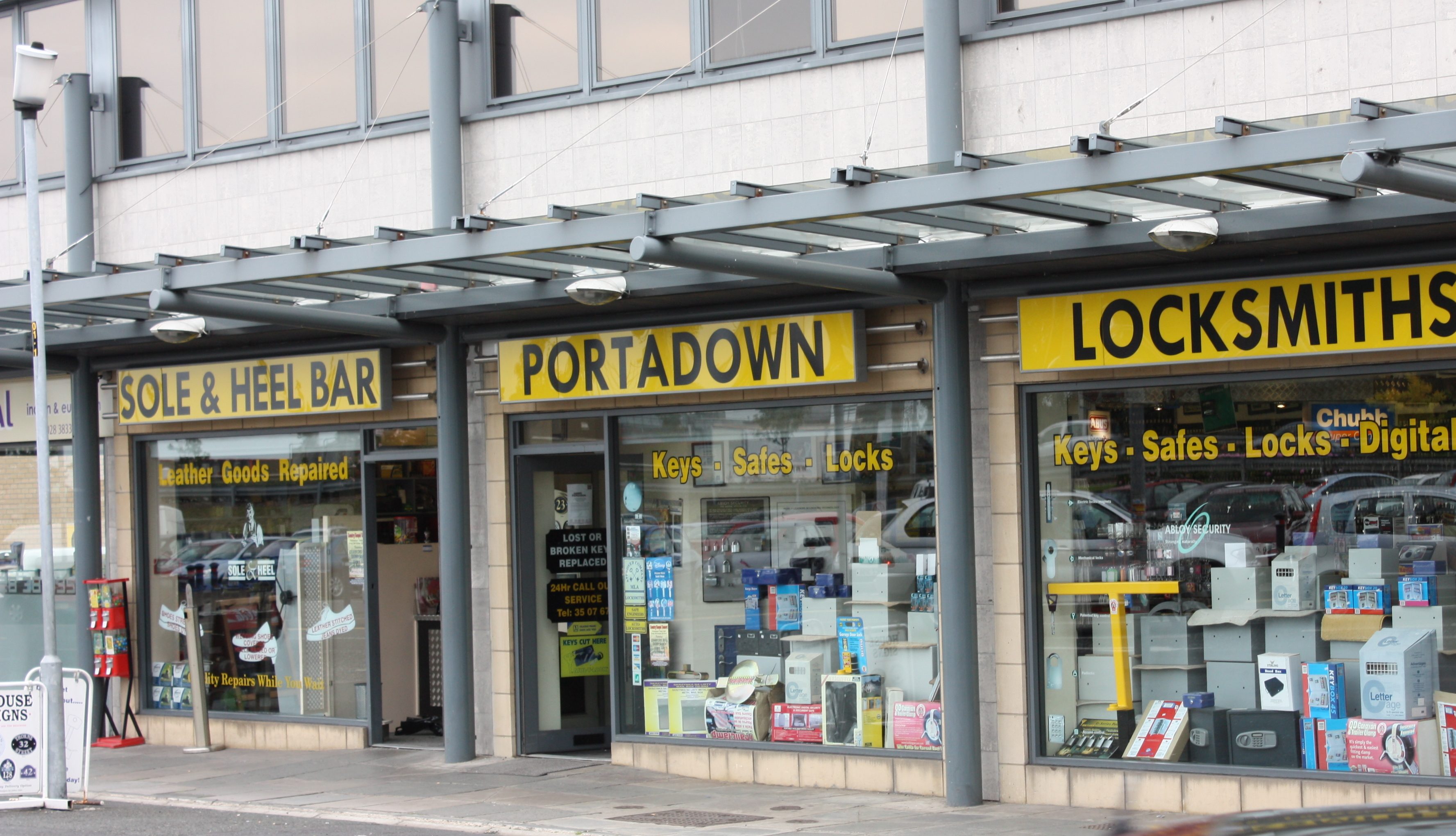
Thorn Gamma
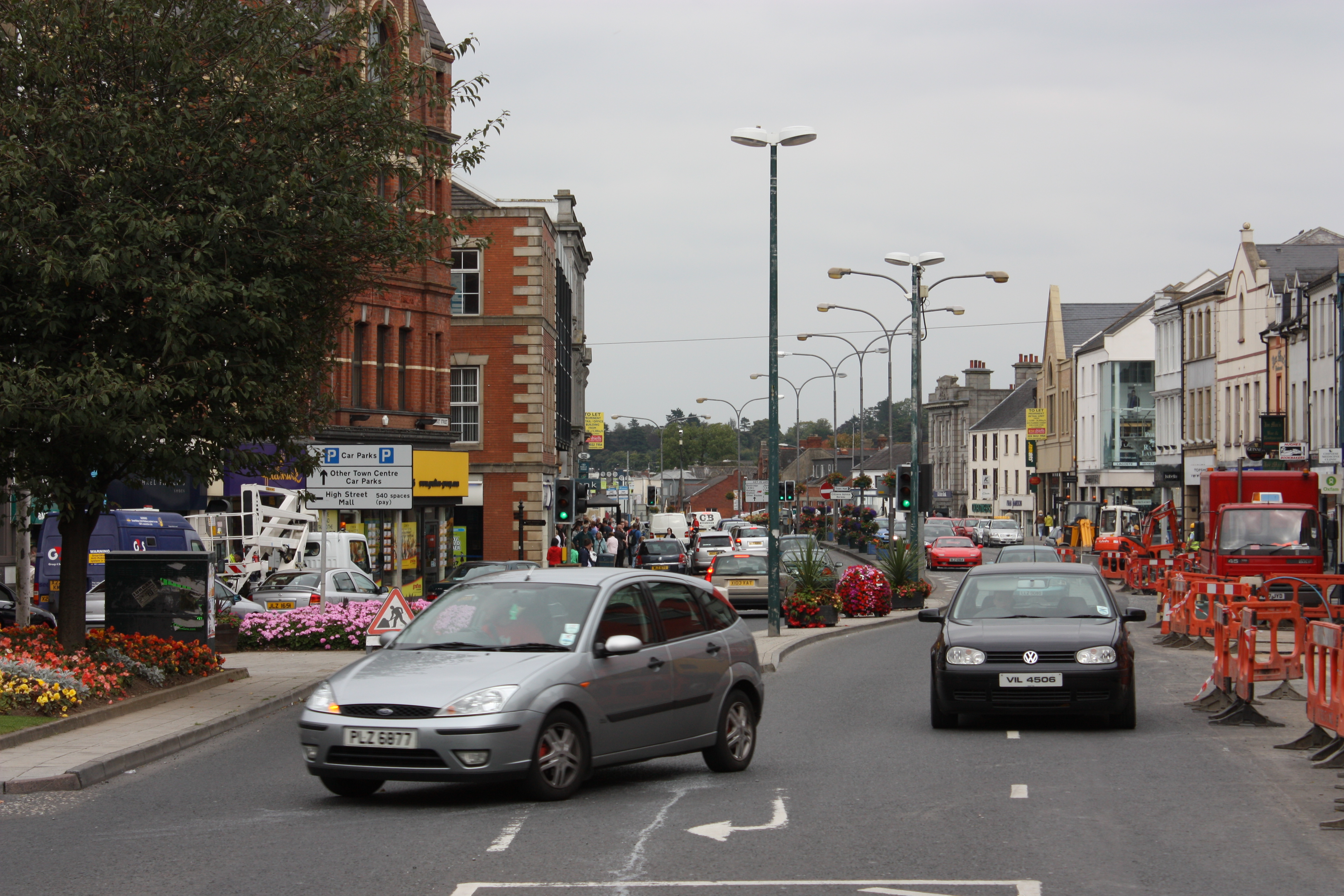
Thorn Pilote
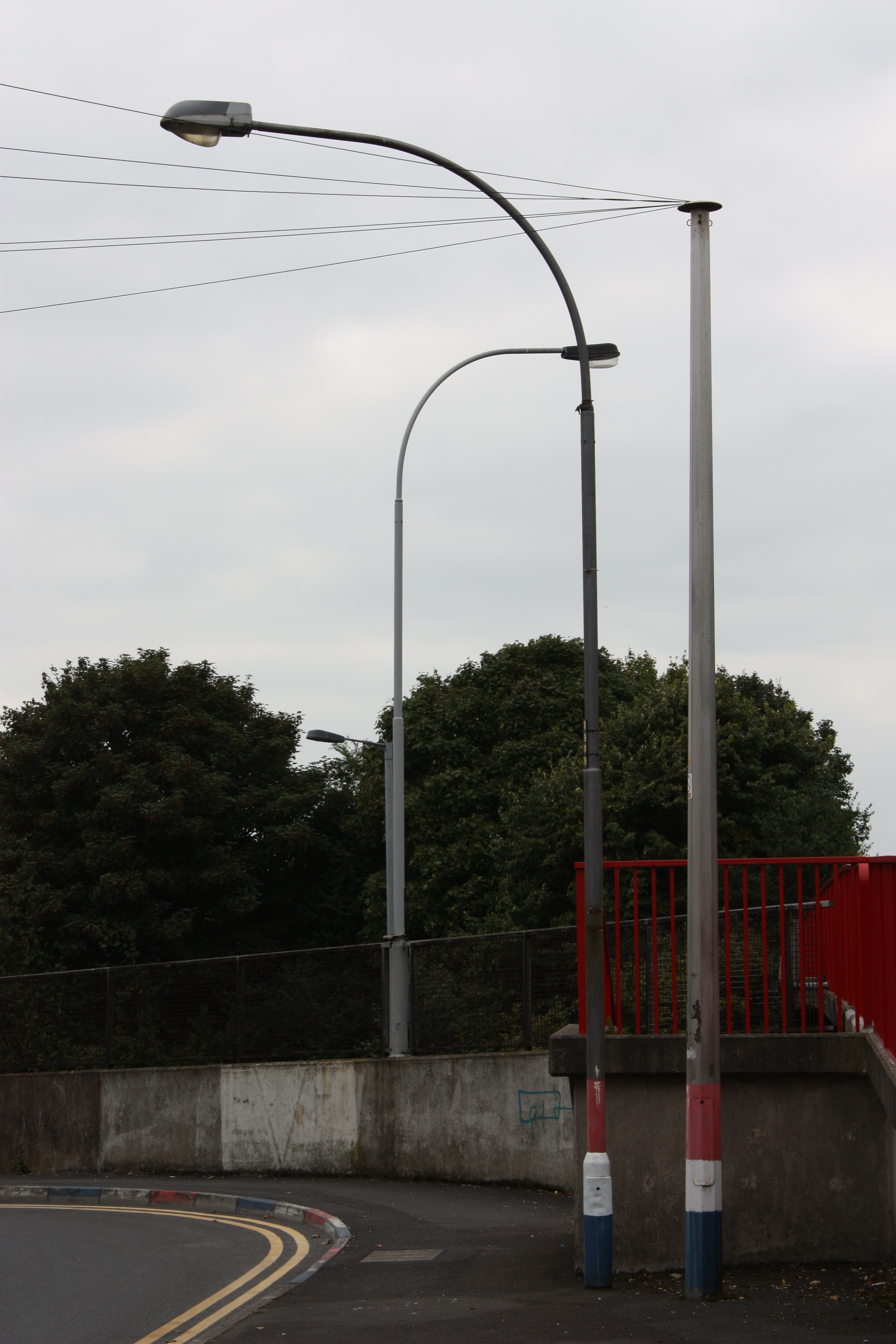
Thorn Riviera
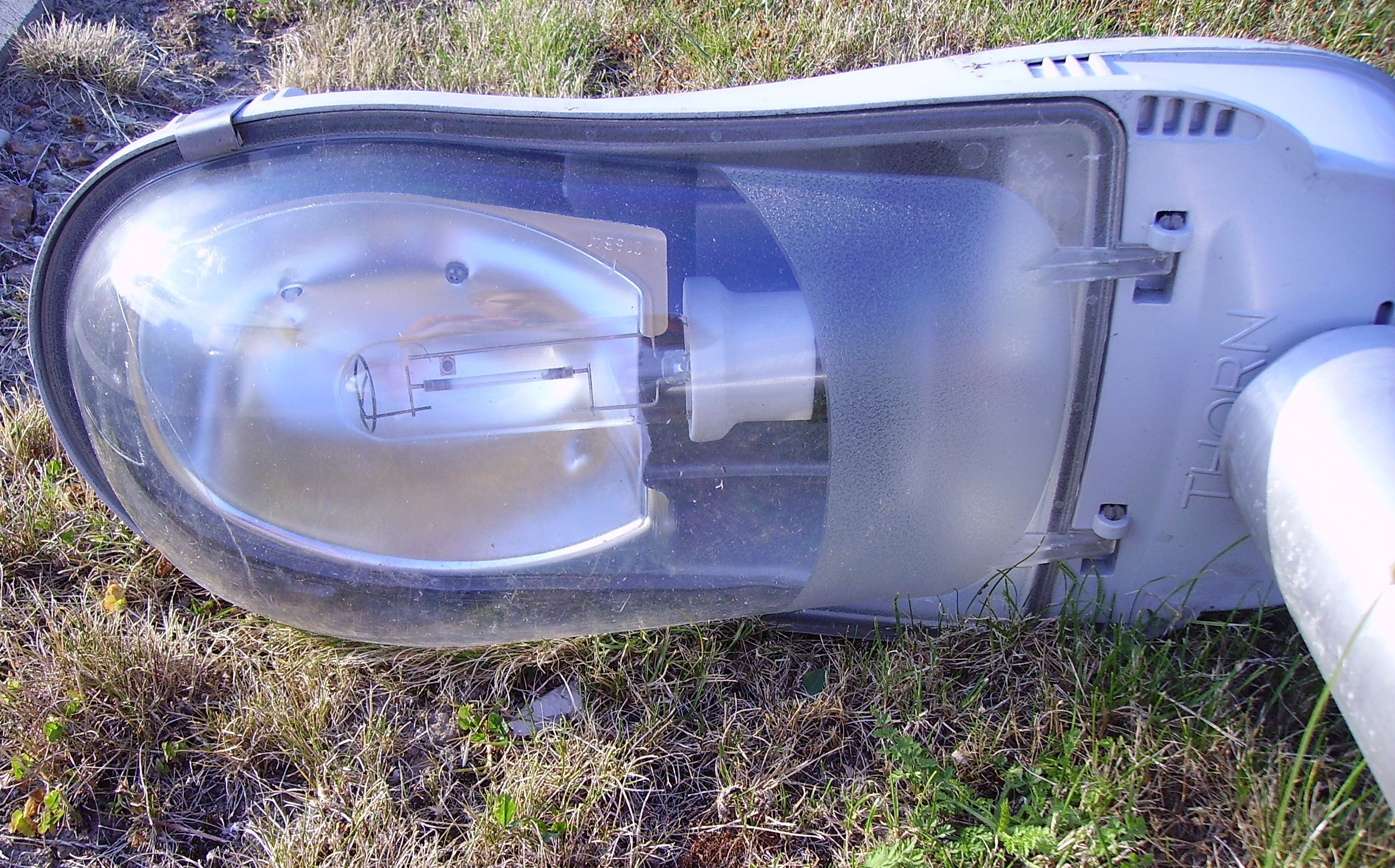
Ampoule de réverbère